# Gutnisk
Le gutnisk, le gutniska ou le gutamål est la langue de l'île de Gotland située dans le sud de la Suède. C'est une langue de la famille des langues germaniques. De nos jours, la plupart des habitants de l'île parlent cependant le gotländska (le gotlandais) très influencé par le suédois et qui est plutôt à considérer comme un dialecte de la langue suédoise.
Le forngutnisk (en français l'ancien gutnisk ou vieux gutnisk (de)), par contre, compte normalement pour la troisième des langues scandinaves orientales après le vieux danois (en) et le vieux suédois. Ces trois langues se sont constituées à partir d'un dialecte commun du vieux norrois pour former, au XIIe siècle, trois langues distinctes. Parfois on considère même le vieux gutnisk comme une branche distincte à la fois du scandinave oriental et du scandinave occidental.

## Caractéristiques
Le gutnisk se caractérise dès le Moyen Âge par un certain nombre de traits archaïques. Notamment, tout comme le scandinave occidental, il a conservé les diphtongues du vieux norrois, le ai (devenu e en suédois et en danois), le au (devenu ö en suédois et ø en danois) et le oy (devenu ö en suédois également). À l'instar du scandinave occidental — et d'un très grand nombre de dialectes du suédois — il a également gardé la distinction entre noms masculins et noms féminins (disparu dans le suédois et le danois standards qui n'ont conservé que la distinction antique genre commun (utrum) / genre neutre (neutrum). Et, comme le danois (mais à la différence du suédois et du norvégien), il a gardé la prononciation originelle en occlusives de g, k devant les voyelles antérieures e, i, y, ä et ö. À ces particularités s'ajoutent, dans le gutnisk moderne, un certain nombre de traits développés au cours de siècles, comme de nombreuses diphtongues et triphtongues dits « secondaires » ainsi qu'un vocabulaire parfois différent du suédois, souvent influencé par le danois ou l'allemand (l'île fut danoise de 1361 à 1645, et tout le long du Moyen Âge, Visby fut l'une des plus importantes villes de la Hanse, guilde commerciale fondée et dominée par les Allemands).
En Gotland, le gutnisk resta parlé et écrit pendant tout le Moyen Âge, jusqu'à l'annexion de la province par la Suède, en 1645, par le traité de Brömsebro. Dans sa version moderne il reste parlé par un nombre assez limité d'habitants, surtout dans les villages de När et de Lau (sv) et sur la petite île de Fårö, juste au nord de l'île principale de Gotland. Au XXe siècle le gutnisk moderne a été utilisé par le poète gotlandais Gustaf Larsson et par quelques autres personnalités de l'île ; la chaîne de radio locale diffuse, chaque semaine, quelques programmes en gutnisk.
La source principale de nos connaissances sur le vieux gutnisk est la Gutasaga (La Saga des Gotlandais) et la Gutalag (La Loi des Gotlandais) notées au XIIIe siècle (avant 1285) dans un même manuscrit.
La racine gut — on peut aussi appeler les Gotlandais les « Guts » (en suédois : Gutar) — est probablement la même que celle du nom de la région historique de la Suède continentale méridionale, le Götaland, ainsi que de celle du nom de l'une des plus célèbres tribus germaniques : les Goths. Certaines ressemblances entre le vieux gutnisk et la langue gotique semblent même indiquer que les Gutar de Gotland auraient été plus proches des Goths que les autres Scandinaves. Mais les relations exactes entre ces peuples germaniques n'ont jamais pu être clarifiées.